# Zeravinec japonský

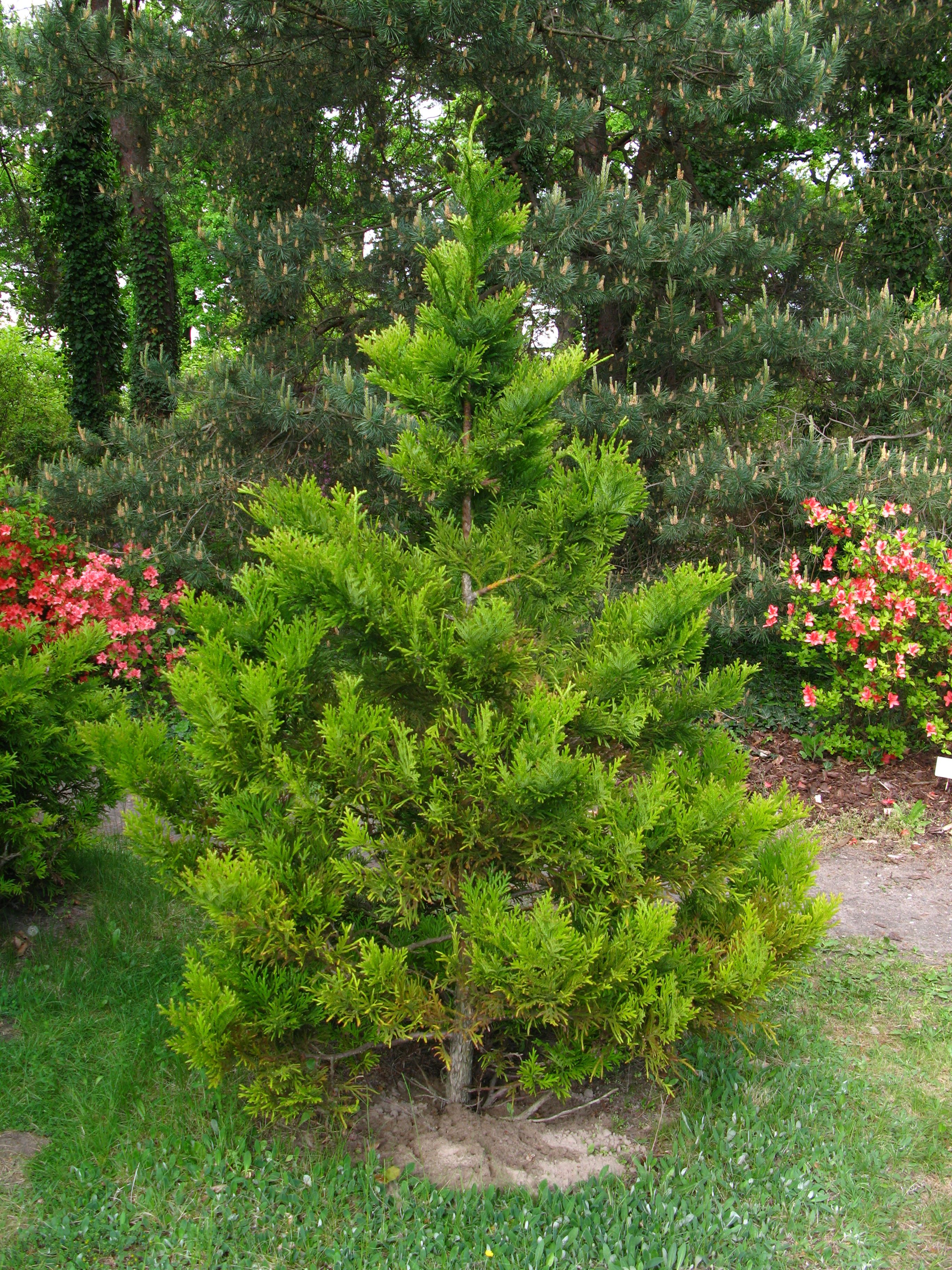
Mladý jedinec

Zeravinec japonský (Thujopsis dolabrata) je nevysoký, stálezelný, jehličnatý, jednodomý strom pocházející z Japonska, jediný druh rodu zeravinec. Byl prvně popsán roku 1817 německým lékařem, přírodovědcem a sběratelem Sieboldem.

## Rozšíření
Ve své japonské domovině se vyskytuje ve dvou varietách:
- v nominátní na ostrovech Honšú, Kjúšú a Šikoku,
- ve varietě 'hondae' na ostrovech Hokkaidó a Honšú.

Bývá součásti jehličnatých i smíšených lesů na hornatých pobřežích v oblastech s chladným a vlhkým klimatem. Jen zřídka vytváří jednodruhové porosty, a to nejčastěji v případě severské odrůdy 'hondae'. Obvykle roste rozptýleně ve stínu mohutných jedlovců nebo buků a zde se uplatňuje jeho tolerance k zastíněnému stanovišti. Vyskytuje se v nadmořské výšce od 400 po 2100 m.
Jeho japonská populace je rozesetá po velkém území, Mezinárodním svazem ochrany přírody (IUCN) je považována za dlouhodobě stabilní a zeravinec tudíž za málo dotčený (LC) druh.

## Popis
Stálezelené, široce kuželovité, až 15 m vysoké stromy nebo nižší keře s hrubými, šupinovitými jehlicemi. Kůra kmene je tenká, šedá nebo červenohnědá a odlupuje se v dlouhých pruzích. Jednostranně ploché větve vyrůstají v přeslenech zprvu téměř vodorovně a pak jsou vystoupavé a vidlicovitě se dělí. Větvičky rostou v rovině a jsou asi 5 mm tlusté. Lícní listy (jehlice) ve střídavých párech jsou přitisklé, šupinovité, široce obvejčité, postranní jsou vystoupavé, vejčitě kopinaté, vrcholek mají tupý a slabě zakřivený. Listy jsou obvykle 4 až 7 × 1,5 až 2,5 mm velké, svrchu tmavozelené a zespodu mají bílý stomatální pruh.
Samčí šištice jsou válcovité a vyrůstají jednotlivě na koncích větví. Samičí jsou kulaté, velké 1 až 2 cm, mají 6 až 10 párů šupin a z nich jsou dva až tři střední plodné. Obvykle se vyvine čtyři až pět semen, která jsou elipsoidní, smáčknutá, až 5 mm dlouhá a mají úzká křidélka po obou stranách.
Množení dovezeným semenem není spolehlivé, často jsou semena neschopná klíčit. Úspěšnější je množení řízky z postranních výhonů, zakořenění však trvá dlouho. Případný semenáč však vytvoří brzy silný střední výhon a rychle roste.

## Význam
V Japonsku patří mezi pět zvlášť vybraných stromů, které v minulosti směly být využívány jen pro potřebu císaře. Jeho dřevo je lehké, měkké, trvanlivé a používá se pro stavbu mostů, budov, zhotovování nábytku i na řezbářské práce. Prvý živý exemplář se dostal do Evropy roku 1853, ale až rostliny z další zásilky z roce 1860 se rozrostly. Druh se postupně z Japonska šířil do parků a zahrad jiných zemí a dnes bývá pěstován na mnoha místech v mírném podnebném pásmu. Mladší stromy jsou ceněny pro okrasné vlastnosti, nápadný je kontrast mezi horní leskle zelenou a spodní bíle pruhovanou stranou listů.
Zeravinec japonský středoevropské klima spolehlivě snáší, většinou však netvoří kmen a vzpřímeného růstu se dosahuje pouze umělým zásahem, nemívá plodná semena. Používá se jako solitéra nebo ve skupinách, je využíván i pro tvarování bonsají.

## Galerie

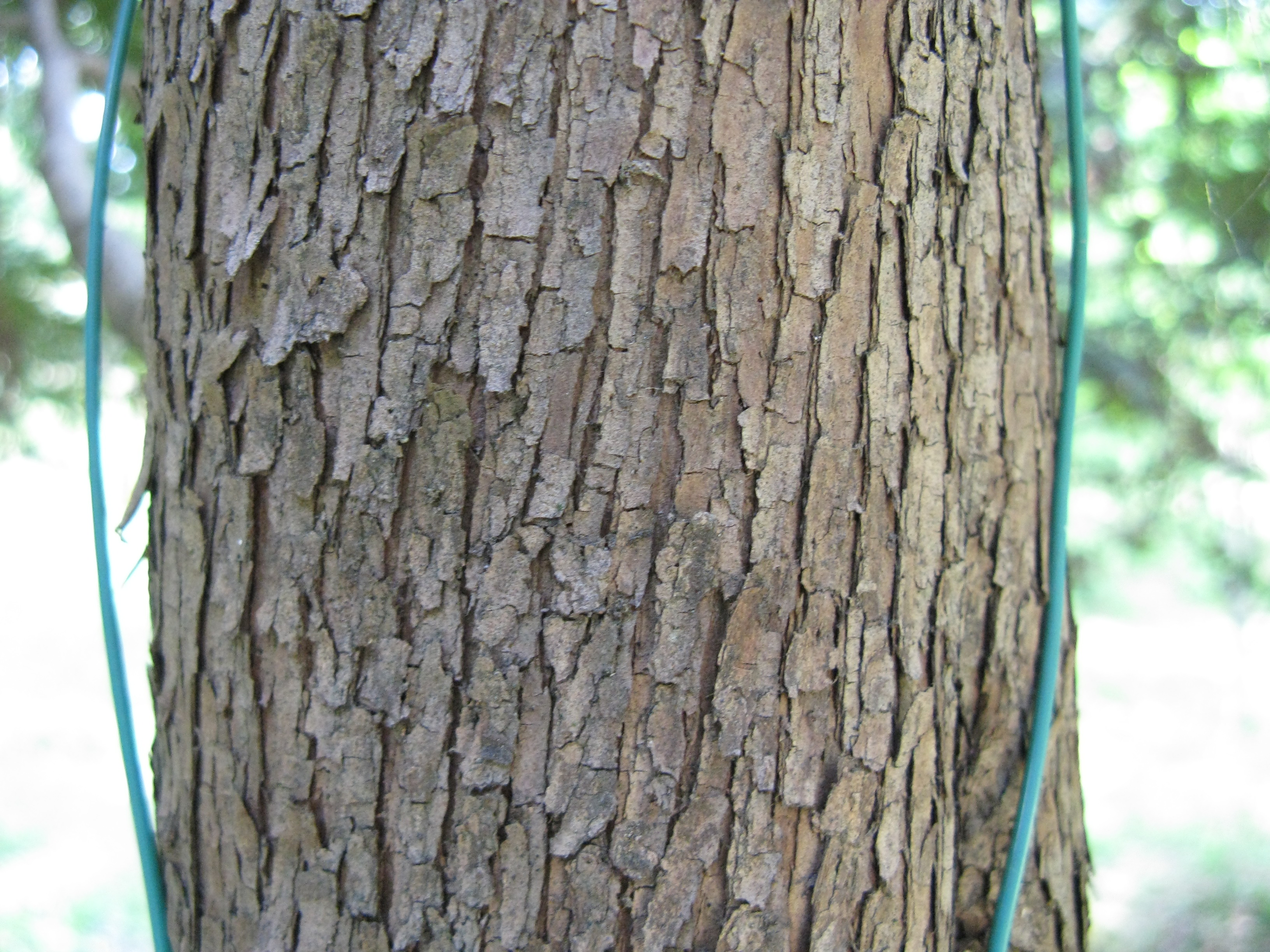
Kůra starého kmene
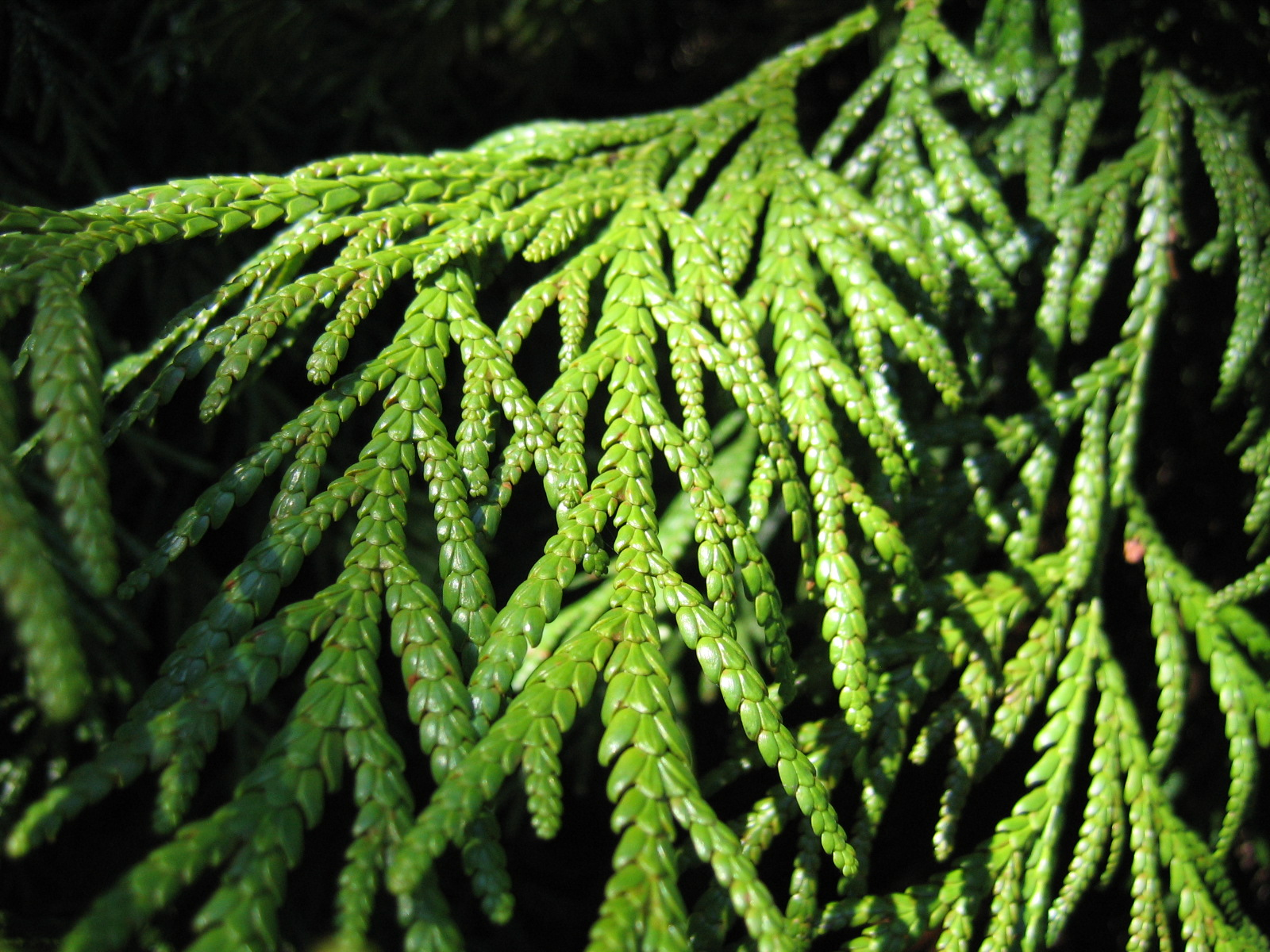
Olistěná větev
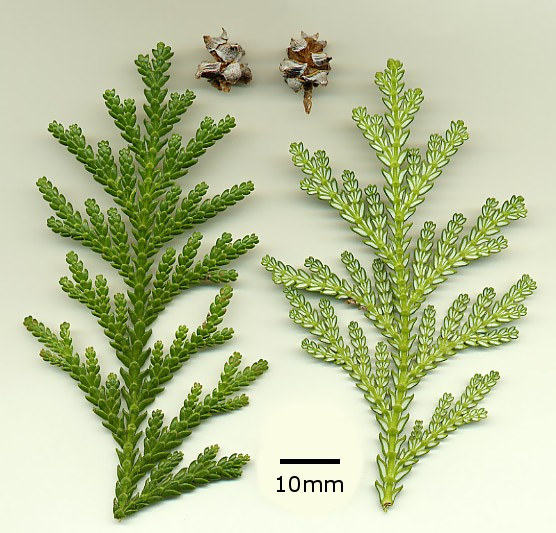
Větvička shora, zespod a šišky